# Repubblica Italiana (1802-1805)
La Repubblica Italiana fu uno Stato preunitario italiano, esistito dal 1802 al 1805 durante l'età napoleonica. Come altri Stati creati in Italia nello stesso periodo, costituiva un'entità politico-amministrativa strettamente dipendente dalla Repubblica francese.

## Storia
Il 26 gennaio 1802 i deputati della Repubblica Cisalpina alla Consulta di Lione proclamarono la trasformazione di questa in Repubblica Italiana, con presidente Napoleone Bonaparte. La nuova denominazione coronava il nuovo colore politico moderato imposto dal generale corso alle sue conquiste nella guerra della Seconda coalizione.
La sceneggiata democratica cisalpina, già rimasta tale in quanto mai si era tenuta alcuna elezione, fu definitivamente abrogata a favore di un regime di oligarchia in cui la partecipazione politica era limitata ai ceti abbienti della popolazione, concedendo quindi solo alla borghesia i benefici del superamento della gerarchia di antico regime. 
A seguito della proclamazione e incoronazione di Napoleone a Imperatore dei francesi (2 dicembre 1804) e alla sua incoronazione a re d'Italia (26 maggio 1805), la Repubblica Italiana cesserà di esistere per evolvere nel Regno d'Italia.

## Ordinamento istituzionale
La Repubblica Italiana venne proclamata il 26 gennaio 1802 dalla Consulta cisalpina convocata a Lione. Contemporaneamente fu promulgata la Carta costituzionale e si provvide alla nomina del Presidente, del Vicepresidente e delle altre più importanti cariche istituzionali, nella forma della repubblica presidenziale.
Il primo articolo proclamava la religione cattolica come religione di Stato, mentre il secondo articolo sanciva che la sovranità risiedeva nei cittadini. Il titolo secondo definiva appunto la cittadinanza e i generosi criteri di naturalizzazione. Organo primitivo di questa sovranità erano i tre collegi elettorali: dei possidenti, dei dotti e dei commercianti, con sede stabilita, rispettivamente a Milano, Brescia, e Bologna. I 700 membri dei tre collegi, eletti a vita, si radunavano, su invito del governo, per completare i loro corpi e per predisporre le liste per la nomina dei componenti della Consulta di Stato, del Corpo Legislativo, dei tribunali di revisione e di cassazione e dei commissari della contabilità. Tale nomina spettava poi alla Censura, una commissione formata da ventuno membri scelti all'interno dei collegi elettorali, che si doveva riunire a Cremona.
ll governo della Repubblica era affidato a un Presidente, a un Vicepresidente, a una Consulta di Stato, a un Consiglio legislativo e a dei ministri.
La Consulta di Stato, organo costituzionale presieduta dal Presidente, era composta da otto membri cui competeva in particolare l'esame dei trattati diplomatici e degli affari esteri dello Stato, da approvare a maggioranza. Come per le altre autorità, le previsioni elettorali rimasero sulla carta e la nomina avvenne direttamente a opera dei francesi. La Consulta doveva inoltre approvare le misure speciali d’emergenza in deroga alle leggi, proporre le revisioni costituzionali, e scegliere il nuovo Presidente.
Il Consiglio legislativo era formato almeno da dieci cittadini d'età non minore a 30 anni, eletti dal presidente e revocabili dal medesimo dopo tre anni, aveva il compito di esprimere voto deliberativo sui progetti di legge proposti dal presidente, i quali non erano approvati se non a maggioranza assoluta dei suffragi, oltre ad avere voto consultivo su qualunque argomento la presidenza volesse sottoporgli. Dopo la formazione del Regno d'Italia, il Consiglio legislativo divenne parte del Consiglio di Stato, insieme agli altri due consigli dei consultori e degli uditori.
I ministeri della repubblica furono però in tutto sette: giustizia, tesoro pubblico, relazioni estere, affari interni, finanze, guerra e culto. Il dicastero delle relazioni estere era distinto in due divisioni: una con sede a Parigi presso il presidente, l'altra residente a Milano presso il vicepresidente, dove era insediata anche la Segreteria di Stato, organo amministrativo centrale della repubblica deputato a tenere i registri e affidato, dopo le brevi parentesi di Diego Guicciardi e di Pellegrino Nobili, a Luigi Vaccari.
Il potere giudiziario si articolava alla base sui tribunali locali, mentre erano due i tribunali di revisione, uno a Milano per la Lombardia e uno a Bologna per l’Emilia. Al vertice vi era il tribunale di cassazione di nove giudici nella capitale.
Il testo costituzionale era completato dal tredicesimo titolo sulla responsabilità dei funzionari pubblici e dal quattordicesimo dedicato alle disposizioni generali sull’uniformità civile e scientifica e altri temi minori, concretizzato poi con l’introduzione del sistema metrico decimale.

### Presidente e vicepresidente

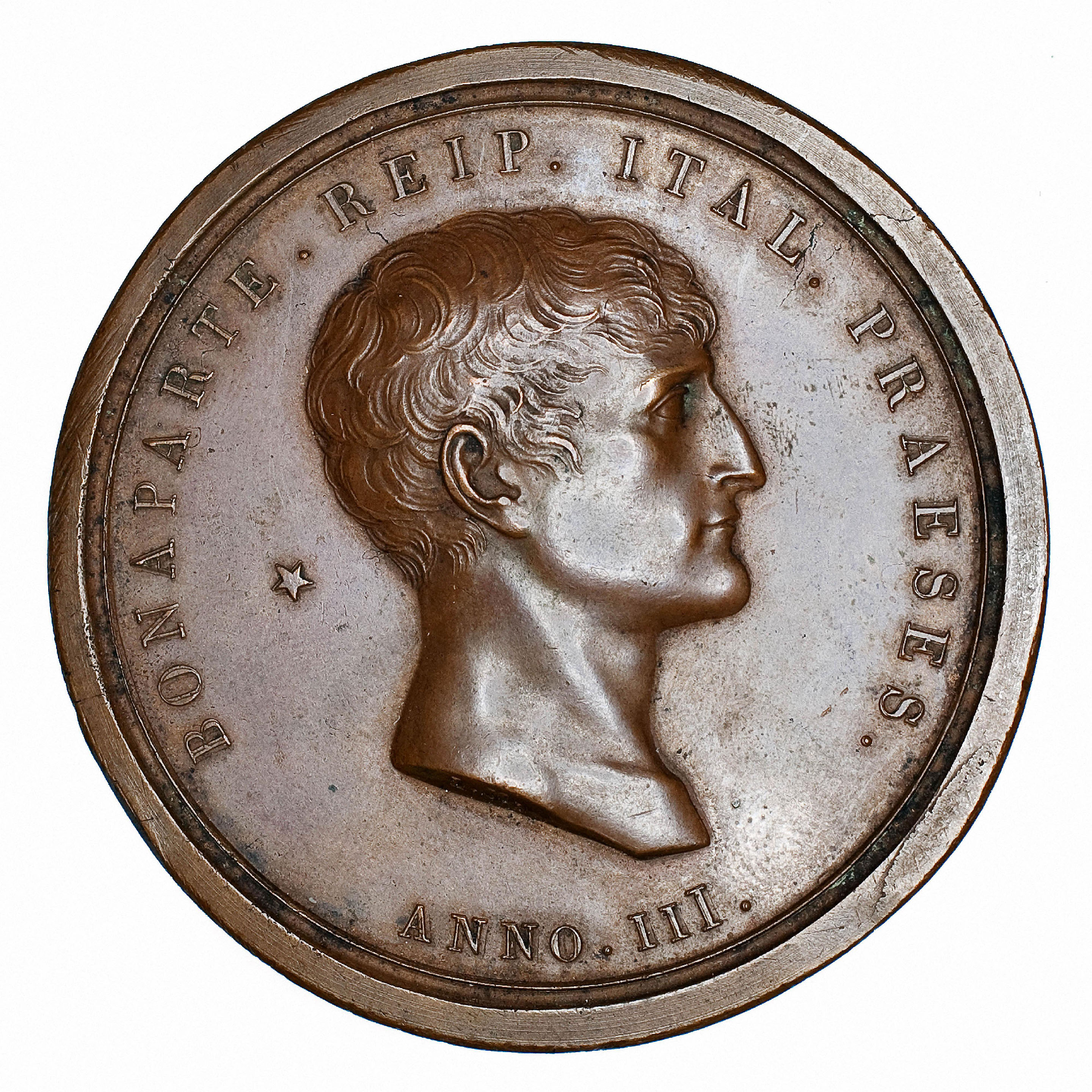
Medaglia di Bonaparte Presidente della Repubblica italiana (Museo del Tricolore, Reggio Emilia)

Al Presidente, vero arbitro e controllore supremo della vita politica, spettava "l'iniziativa di tutte le leggi" e "di tutte le negoziazioni diplomatiche", la nomina del vicepresidente, del segretario di stato, degli agenti civili, dei diplomatici, dei capi delle forze armate, dei generali, dei membri del Consiglio legislativo e dei ministri, per mezzo dei quali esercitava il potere esecutivo.
Per quanto riguarda il Vicepresidente, la Costituzione stabiliva che egli non potesse essere rimosso durante la presidenza di chi lo aveva eletto.
In mancanza del Presidente, il Vicepresidente prendeva il suo posto e lo rappresentava in tutte le sedi. In qualunque caso di "vacanza", passavano inoltre a lui tutti i poteri e le funzioni del Presidente sino all'elezione del successore.
La Presidenza della Repubblica Italiana venne assunta dal Primo Console di Francia Napoleone Bonaparte, che come suo vicario nominò il nobile milanese Francesco Melzi d'Eril.
Forte della fiducia di Bonaparte, durante il triennio di vita della Repubblica, il Vicepresidente mantenne le redini del nuovo Stato, avocando a sé l'amministrazione interna del paese e la direzione di quella parte degli affari esteri che non veniva trattata direttamente da Parigi.
Impegnato nel dare alla Repubblica Italiana uno spazio politico proprio, mitigando la sudditanza dalla Francia, Melzi venne congedato nel maggio del 1805, dopo la proclamazione dell'Impero Francese e la trasformazione della Repubblica in Regno d'Italia.

### Corpo legislativo
Il Corpo Legislativo era composto da settantacinque membri d'età non inferiore a 30 anni scelti presso ciascun dipartimento in ragione di popolazione, tratti dai tre collegi elettorali dei possidenti, dei dotti e dei commercianti. Aveva il compito di approvare o di respingere sulla fiducia i progetti di legge predisposti dal Consiglio legislativo, che erano preventivamente esaminati e discussi da una sezione dello stesso corpo, la Camera degli oratori, insieme a rappresentanti del Consiglio legislativo. Nominato la prima volta durante l'assise di Lione, il Corpo Legislativo doveva essere rinnovato per un terzo ogni due anni, secondo modalità poi regolamentate con legge organica del 10 marzo 1804. La prima convocazione del Corpo Legislativo avvenne a Milano il 24 giugno 1802, per decreto del Bonaparte, che, l'11 settembre di quello stesso anno, ne dichiarò cessate le sedute. Dopo la proclamazione del Regno d'Italia, del Corpo Legislativo e delle modalità della sua convocazione si tratta al titolo V del terzo Statuto costituzionale, pubblicato il 5 giugno 1805.

### Ministero degli affari interni
Il ministero degli interni, già presente nella Cisalpina e derubricato a dipartimento governativo dopo la liberazione dai tedeschi, fu pienamente ripristinato il 26 febbraio 1802 accorpandogli definitivamente gli affari polizieschi. Un decreto del 18 gennaio 1803 ne fissò le aree d’azione: polizia, cittadinanza, amministrazione locale, industria, istruzione pubblica, sanità, demanio, misure, caccia e pesca, e lavori pubblici. Era un vasto lavoro per cui si crearono cinque divisioni interne: tutela amministrativa, opere pubbliche, economia pubblica, istruzione pubblica, polizia generale, a cui il 13 novembre 1804 si aggiunse un Magistrato centrale di sanità. Dopo l’interim a Luigi Villa, il 26 luglio 1803 fu nominato Ministro dell’Interno il legislatore Daniele Felici.

### Ministero per il culto
Il ministero per il culto fu la dimostrazione tangibile del cambio di colore politico del regime napoleonico rispetto alle passate esperienze giacobine. La legge organica sul clero avocava allo Stato il controllo delle nomine ecclesiastiche, e quindi fu nominato un Ministro per il Culto nella persona di Giovanni Bovara. Tre sezioni nel ministero si occupavano di seminari, di beneficenza e di opere pie. Il controllo sugli atti religiosi doveva assicurarsi che il cattolicesimo fosse sfruttato funzionalmente agli interessi statali, invece di contrastarlo come accaduto nella prima esperienza repubblicana con ovvi esiti politicamente nefasti in una società all’epoca profondamente credente. L’abolizione del calendario rivoluzionario ancor prima che in Francia rifletteva la consapevolezza del peso delle tradizioni cristiane in Italia.

### Ministero delle relazioni estere
Il ministero degli esteri era un organo costituzionale ma, per rendere ancor più evidente la sottomissione dell'Italia alla Francia, venne diviso in due sezioni con due ministri, una a Parigi presso il Presidente e affidata a Ferdinando Marescalchi, e una a Milano con Ministro degli Esteri presso il Vicepresidente il cittadino Francesco Pancaldi, che però già nel 1803 passò la mano a Carlo Testi, già titolare del dicastero cisalpino. Se le ambascerie estere resistevano in Lombardia, fu la sede parigina ad assumere il potere decisionale, in una dicotomia che verrà poi risolta in maniera ancor più netta nel successivo periodo monarchico. La teatralità della situazione era peraltro sottolineata dalla scarsità dei riconoscimenti internazionali per la nuova nazione che, come negli altri casi storici di stati fantoccio, si limitava agli altri satelliti della dominante, ossia la Svizzera e l’Olanda, oltre agli altri stati italiani.

### Ministero delle finanze
Il ministero delle finanze fu inizialmente progettato per accogliere anche quello cisalpino del tesoro, ma il 20 aprile 1802 si tornò a un’impostazione più tradizionale nominando Ministro della Finanze quel Giuseppe Prina che divenne tragicamente il più stabile rappresentante del potere napoleonici in Italia. Il ministero si occupava di imposte dirette, indirette e delle rendite, nominando gli esattori, e organizzandosi internamente sulla base di questi diversi oggetti. Particolare importanza avevano le imposte indirette, cui erano preposti vari uffici fra cui quelli dei dazi, del lotto, della zecca e dei bolli. L’auditore legale doveva ricevere i reclami dei cittadini.

### Ministero di giustizia
Il ministero della giustizia, sempre ripreso dalla Cisalpina, era un organo costituzionale e fu affidato al Gran Giudice Bonaventura Spannocchi. La particolarità di questa carica era il carattere vitalizio date le estese prerogative di controllo della magistratura e del tribunale di cassazione. In realtà la Costituzione avrebbe permesso una distinta e classica carica di ministro, che a quel punto avrebbe gestito il solo ministero lasciando invece al Gran Giudice il governo della magistratura, ma ciò non avvenne. Il Gran Giudice poteva anche proporre leggi per il miglioramento della giustizia, del notariato, dei tribunali e delle carceri.

### Ministero della guerra
Il ministero della guerra, anch’esso già cisalpino, fu organizzato con decreto del 25 febbraio 1802, che stabilì una divisione per il personale e una per il materiale del genio, mentre un consiglio si occupava degli approvvigionamenti. Specifiche sezioni erano interessate della sanità militare e della flottiglia marina e lacustre. Ministro della guerra fu nominato Alessandro Trivulzi, sostituito il 1º settembre 1804 da Domenico Pino.

### Ministero del tesoro pubblico
Previsto dalla Costituzione, il ministero del tesoro riceveva gli incassi statali, procedendo ai pagamenti previsti dalle leggi o dal governo, e della redazione del bilancio. Ministro del Tesoro fu nominato Antonio Veneri, che veniva aiutato da un Ispettorato generale del tesoro per i rapporti con gli altri ministeri.

## Amministrazione locale
La Repubblica Italiana conservava la suddivisione in 12 dipartimenti della Repubblica Cisalpina, stabilita il 13 maggio 1801:
- Dipartimento dell'Agogna (capoluogo: Novara)
- Dipartimento dell'Alto Po (capoluogo: Cremona)
- Dipartimento del Basso Po (capoluogo: Ferrara)
- Dipartimento del Crostolo (capoluogo: Reggio)
- Dipartimento del Lario (capoluogo: Como)
- Dipartimento del Mella (capoluogo: Brescia)
- Dipartimento del Mincio (capoluogo: Mantova)
- Dipartimento d'Olona (capoluogo: Milano)
- Dipartimento del Panaro (capoluogo: Modena)
- Dipartimento del Reno (capoluogo: Bologna)
- Dipartimento del Rubicone (capoluogo: Forlì)
- Dipartimento del Serio (capoluogo: Bergamo)

### Amministrazione dipartimentale
La legge 24 luglio 1802 ristabilì le amministrazioni dipartimentali distinte dalle municipalità locali, componendole di sette membri nei due dipartimenti maggiori e di cinque negli altri. Le sue competenze si estendevano dalle tasse comunali ai lavori pubblici, oltre ad una generale funzione di rappresentanza degli interessi economici locali mediante petizioni ai prefetti.

### Consiglio generale
Un consesso deliberativo provinciale, il consiglio generale, fu una novità del nuovo ordinamento italiano. Era composto da otto cittadini dei comuni oltre 50 mila abitanti, sei da quelli con più di 20 mila, quattro dagli altri municipi di prima classe, e due dai distretti, e si rinnovava per quinti tenendo presente che metà degli eletti dovevano essere necessariamente proprietari terreni.  Metà dei primi consiglieri furono nominati dal governo, e il decreto del 12 settembre 1802 stabilì che costoro avrebbero scelto le persone per completare l’adunanza. Il suo compito era elettivo, dovendo proporre al governo l’Amministrazione dipartimentale e nominare i consigli comunali, e poi economico e fiscale, dovendo approvare il bilancio annuale, pur potendo dibattere anche delle altre politiche locali.

### Prefettura
Il prefetto fu introdotto sul modello francese onde superare in maniera più stabile i commissari esecutivi. Presente in ogni capoluogo, rappresentava il governo e nominava in loco due luogotenenti, uno per la sorveglianza dei poteri locali e uno per la gestione della polizia, oltre a farsi assistere da un segretario. Nei maggiori comuni periferici dei dipartimenti veniva inoltre insediato un viceprefetto, una pratica che fu tuttavia molto limitata nel 1804.

### Cancelliere distrettuale
Il cancelliere era nominato in ogni distretto dal governo per rappresentarlo. Diffondeva i regolamenti, sorvegliava i comuni in particolare quelli di terza classe, teneva i registri e convocava i consigli.

### Consiglio distrettuale
Il consiglio distrettuale era composto da un amministratore per ogni comune, e doveva eleggere i consiglieri generali. La loro compartimentazione territoriale fu provvisoriamente ancora quella cisalpina, ma si susseguirono vari progetti di redistribuzione proposti dalle autorità locali.

### Consiglio comunale
La legge introdusse la distinzione fra potere deliberativo ed esecutivo anche a livello locale. Il consiglio comunale era composto da 40 membri nelle città con almeno diecimila abitanti, da 30 nei comuni oltre i tremila, sotto la sorveglianza della prefettura. Nei piccoli comuni vi era invece l’assemblea di chiunque pagasse le tasse. I consigli dovevano essere composti per la metà da proprietari terreni, mentre il resto era aperto anche a commercianti e diplomati. Il rinnovo avveniva per quinti ogni anno, su proposte di cooptazione votate poi dal consiglio generale.

### Municipalità
La nuova repubblica segnò la fine della tentata standardizzazione forzata dei municipi cisalpini. Tutti i comuni tornarono ad avere una propria amministrazione, lasciando la popolazione solo come discriminante del numero o della tipologia dei gestori. Al posto dei precedenti progetti si pensò all’aggregazione dei comuni più piccini. Le municipalità furono ora previste per tutti i comuni, elette per un massimo di nove membri dai consigli comunali, mentre dove c’era solo l’assemblea, questa doveva nominare due proprietari e un commerciante. A titolo provvisorio tuttavia, e per un triennio, fu previsto l’eventuale rinnovo delle ampie municipalità cisalpine nei casi bisognosi di una più approfondita riforma. I rinnovi erano programmati annualmente per terzi. Un segretario assisteva le maggiori municipalità, mentre le altre nominavano un agente e un cursore.